# Tensor de energia-momento
O tensor de energia-momento, também chamado tensor energia-impulso é uma quantidade tensorial em relatividade. Descreve o fluxo de energia e momento e satisfaz a equação de continuidade:
{\displaystyle \nabla _{\mu }T^{\mu \nu }=0}
A grandeza
{\displaystyle P^{\mu }={\frac {1}{c}}\int _{V}T^{0\mu }\ d^{3}\mathbf {x} }
sobre uma seção de tipo espaço dá o quadrivetor energia-momento ou quadrimomento. Este tensor é a corrente de Noether associada às translações no espaço-tempo. Na relatividade geral, esta grandeza atua como a fonte do curvatura do espaço-tempo, e é a densidade de corrente associada às transformações de gauge (neste caso transformações de coordenadas) pelo teorema de Noether. Ainda que, no espaço-tempo curvado, a integral de tipo espaço depende da seção de tipo espaço, em geral. Não há de fato maneira de definir um vetor global de energia-momento num espaço-tempo curvado em geral.

## Dedução do tensor a partir de um fluido relativístico
A gravitação Newtoniana pode ser descrita por meio de um campo escalar, com a chamada equação de Poisson:
{\displaystyle \nabla ^{2}\Phi =-4\pi G\rho }, onde {\displaystyle \rho } é a densidade.
Na concepção Newtoniana, o estado de movimento da fonte (a massa) não afeta os cálculos porque a velocidade de interação é suposta instantânea. Para modelar essa massa na teoria da relatividade, vamos considerá-la como um fluido em movimento, com densidade variável. Cada partícula de fluido pode estar sujeita a forças da vizinhança. Aplicando a segunda lei de Newton:
{\displaystyle f_{V}^{i}=\rho a^{i}=\rho {\frac {dv^{i}}{dt}}}
A velocidade de um fluido é em geral uma função não só do tempo, mas também das coordenadas espaciais. Analisando o lado direito da equação:
{\displaystyle dv^{i}={\frac {\partial v^{i}}{\partial t}}dt+{\frac {\partial v^{i}}{\partial x}}dx+{\frac {\partial v^{i}}{\partial y}}dy+{\frac {\partial v^{i}}{\partial z}}dz}
Resultando em:
{\displaystyle {\frac {dv^{i}}{dt}}={\frac {\partial v^{i}}{\partial t}}+{\frac {\partial v^{i}}{\partial x^{j}}}v^{j}}
Para o lado esquerdo, vamos considerar que um pequeno cubo de fluido é sujeito apenas às forças do fluido em suas fronteiras, as tensões multiplicadas pelas áreas. Para a coordenada x:
{\displaystyle \Delta f_{x}=-\Delta \sigma _{xx}\Delta y\Delta z-\Delta \sigma _{xy}\Delta x\Delta z-\Delta \sigma _{xz}\Delta x\Delta y}
Onde:
{\displaystyle \Delta \sigma _{xu}=\sigma _{xu}(u+\Delta u)-\sigma _{xu}(u)}
O que, após dividir pelo volume {\displaystyle \Delta x\Delta y\Delta z}, e no limite em que estes deltas tendem a zero, resulta em:
{\displaystyle f_{V}^{i}=-{\frac {\partial \sigma ^{ij}}{\partial x^{j}}}}
Igualando as duas expressões para a força por unidade de volume:
{\displaystyle \rho \left({\frac {\partial v^{i}}{\partial t}}+{\frac {\partial v^{i}}{\partial x^{j}}}v^{j}\right)+{\frac {\partial \sigma ^{ij}}{\partial x^{j}}}=0}

Modifica-se agora essa expressão, com o uso da derivada de produto:
{\displaystyle {\frac {\partial (\rho v^{i})}{\partial t}}=\rho {\frac {\partial v^{i}}{\partial t}}+v^{i}{\frac {\partial \rho }{\partial t}}}
E da equação da continuidade:
{\displaystyle {\frac {\partial \rho }{\partial t}}+{\frac {\partial (\rho v^{j})}{\partial x^{j}}}=0}

Resultando em:
{\displaystyle {\frac {\partial (\rho v^{i})}{\partial t}}+v^{i}{\frac {\partial (\rho v^{j})}{\partial x^{j}}}+\rho {\frac {\partial v^{i}}{\partial x^{j}}}v^{j}+{\frac {\partial \sigma ^{ij}}{\partial x^{j}}}=0}
O que pode ser condensado, usando novamente as propriedades da derivada de produto, obtendo-se as equações de Euler:
{\displaystyle {\frac {\partial (\rho v^{i})}{\partial t}}+{\frac {\partial [(\rho v^{j})v^{i}+\sigma ^{ij}]}{\partial x^{j}}}=0}
Até agora o fluido foi tratado de forma não relativística. Num tratamento relativístico o fluido tem uma 4-velocidade: 
{\displaystyle u=(u^{0},u^{1},u^{2},u^{3})=\gamma (c,v_{x},v_{y},v_{z})},
Introduzindo a variável {\displaystyle x^{0}=ct}:
{\displaystyle {\frac {\partial (\rho u^{0}u^{i})}{\partial x^{0}}}+{\frac {\partial [\rho u^{j}u^{i}+\sigma ^{ij}]}{\partial x^{j}}}=0}
onde para baixas velocidades, {\displaystyle \gamma =1}, restaura-se as equações de Euler.
Acrescenta-se uma quarta equação, a própria equação da continuidade, agora em sua versão relativística:
{\displaystyle {\frac {\partial (\rho u^{0}u^{0})}{\partial x^{0}}}+{\frac {\partial \rho u^{j}u^{0}}{\partial x^{j}}}=0}
Essas expressões sugerem um tensor {\displaystyle T^{\mu \nu }} onde os termos com um dos índices zero são:
{\displaystyle T^{0\nu }=\rho u^{0}u^{\nu }}

{\displaystyle T^{\mu 0}=\rho u^{\mu }u^{0}}
E os demais termos, apenas com índices espaciais:
{\displaystyle T^{ij}=\rho u^{j}u^{i}+\sigma ^{ij}}
De tal modo que as expressões possam ser sintetizadas numa única equação:
{\displaystyle {\frac {\partial T^{\mu \nu }}{\partial \nu }}=0}
No caso mais geral de espaços-tempo curvos, as derivadas parciais devem ser substituídas pelas derivadas covariantes:
{\displaystyle \nabla _{\mu }T^{\mu \nu }=0}
{\displaystyle T^{\mu \nu }} assim definido é o tensor de energia momento. 

## Tensores relacionados
A parte tridimensional do tensor energia-momento coincide com o tensor tensão da mecânica de meios contínuos.

## Exemplos
- Fluido perfeito

{\displaystyle T_{\mu \nu }=(\rho +p)u_{\mu }u_{\nu }+pg_{\mu \nu }}